# Pomnik Gabrieli Thun Hohenstein w Kończycach Wielkich
Pomnik Gabrieli Thun Hohenstein w Kończycach Wielkich – pomnik znajdujący się w Kończycach Wielkich upamiętniający Gabrielę Thun Hohenstein.

## Opis
Pomnik ten jest upamiętnieniem ostatniej właścicielki kończyckiego pałacu i majątku ziemskiego, Gabrieli Thun Hohenstein. W jego otoczeniu znajduje się poświęcona hrabinie ścieżka zdrowia, która prowadzi do pałacu. Pomnik ma kształt ławeczki, na której można usiąść obok „Dobrej Pani”. Figura hrabiny Gabrieli Thun Hohenstein jest wykonana z brązu i ma rozmiar dorosłego człowieka.
Hrabina Thun Hohenstein, nazywana była „Dobrą Panią z Kończyc”. Pomnikiem została uhonorowana za działalność na rzecz służby zdrowia (organizowała pomoc finansową dla Szpitala Śląskiego w Cieszynie), młodych matek i ich dzieci. Postawieniem obelisku wyrażono także wdzięczność dla hrabiny za poprawianie warunków życia mieszkańców Kończyc Wielkich. Gabriela Thun Hohenstein została odznaczona Orderem Odrodzenia Polski.
Uroczyste odsłonięcie pomnika miało miejsce 27 października 2019 roku. Autorem pomnika, który jest wykonany z brązu, jest Karol Badyna, polski rzeźbiarz, profesor Akademii Sztuk Pięknych im. Jana Matejki w Krakowie.